# Чиста Велика
Чиста Велика је насељено мјесто у саставу града Водица, у Шибенско-книнској жупанији, Република Хрватска.

## Географија
Чиста Велика се налази у Равним Котарима, око 17 км сјеверно од Водица.

## Историја
До територијалне реорганизације у Хрватској насеље се налазило у саставу бивше општине Шибеник. Чиста Велика се од распада Југославије до августа 1995. године налазила у Републици Српској Крајини.

## Култура
У Чистој Великој се налази римокатоличка црква Св. Ане.

## Становништво
Према попису становништва из 2011. године, насеље Чиста Велика је имала 472 становника.
| Демографија | Демографија | Демографија |
| Година      | Становника  | Становника  |
| ----------- | ----------- | ----------- |
| 1971.       | 521         |             |
| 1981.       | 540         |             |
| 1991.       | 533         |             |
| 2001.       | 487         |             |
| 2011.       | 472         |             |

## Попис 1991.
На попису становништва 1991. године, насељено место Чиста Велика је имало 533 становника, следећег националног састава:
| Попис 1991.‍  | Попис 1991.‍  | Попис 1991.‍ | Попис 1991.‍ | Попис 1991.‍ |
| ------------ | ------------ | ----------- | ----------- | ----------- |
|              |              |             |             |             |
| Хрвати       | Хрвати       |             | 518         | 97,18%      |
| Срби         | Срби         |             | 4           | 0,75%       |
| остали       | остали       |             | 2           | 0,37%       |
| неопредељени | неопредељени |             | 1           | 0,18%       |
| непознато    | непознато    |             | 8           | 1,50%       |
| укупно: 533  |              |             |             |             |